# Río Iténez
El río Iténez (o Itenes o Guaporé) es un largo río amazónico, afluente del Mamoré, que forma durante 970 km la frontera entre Brasil y Bolivia. En el lado brasileño es conocido como Guaporé y en el boliviano, Iténez. 

## Etimología
El río es conocido en Bolivia con el nombre de Iténez. El naturalista francés Alcide d'Orbigny, en su libro "El hombre americano", llama a los habitantes de la zona "Iténez", que viene del vocablo indígena "i tém" y significa genéricamente "otro hombre", u "otro semejante".

## Geografía
El río Guaporé nace en la Serra dos Parecis, en el estado brasileño de Mato Grosso, a unos 150 km al noreste de Pontes e Lacerda (39 071 habitantes en 2008). Discurre primero en dirección sur, bordeando la sierra de Santa Bárbara, para girar luego en dirección oeste. En este tramo, atraviesa la ciudad de Pontes e Lacerda y sigue en dirección oeste unos 120 km más, hasta Vila Bela da Santíssima Trindade (14 362 hab. en 2008), donde se une al río Alegre. Fluye en dirección norte, un tramo de 180 km en que recibe los ríos Sararé y Galera por la margen derecha y que finaliza en  la ciudad de Betânia. A partir de Betânia fluye hacia el noroeste y constituye la frontera entre Brasil (estados de Mato Grosso y Rondonia) y Bolivia (departamentos de Santa Cruz y Beni). Desde aquí es conocido como río Guaporé, en el lado brasileño, e Iténez en el boliviano.
En este largo tramo, unos 850 km, recibe muchos afluentes en ambas márgenes. Atraviesa las localidades de Pimenteiras, Rolim de Mouras, Pedras Negras, Mateguas, Bacabalzinho, Costa Marquesa, Príncipe da Beira y finalmente, Sorpresa, donde se une al río Mamoré tras recorrer una longitud total de 1530 km. Luego el Mamoré-Guaporé se une a su vez con el río Beni en Villabella para formar el río Madeira.
La superficie de su cuenca en Bolivia es 186 460 km², y de más de 80 000 km² en Brasil, para un total de 266 460 km².
Sus aguas también pasan por el parque nacional Noel Kempff Mercado en el departamento de Santa Cruz en Bolivia.
La profundidad máxima del río Iténez es de 68,5 m a unos 370 km, a la altura de la localidad de Piso Firme. En el tramo que hace de frontera, su ancho máximo es de 912 m, y el mínimo de 325 m.

### Afluentes
Sus principales afluentes son:
- río Alegre, afluente brasileño por la margen izquierda, que nace en la sierra do Aguapei y desemboca en Vila Bela da Santíssima Trindade.
- río Paucerna, afluente boliviano por la margen izquierda;
- río Branco o Cabici, afluente brasileño por la margen derecha, que nace cerca de Vilhena;
- río Paraguá, afluente boliviano por la margen izquierda, con una longitud de 420 km, y los afluentes de Turvo y San Ramón;
- río Corumbiara Antigo, afluente por la margen derecha;
- río Mequens, afluente brasileño por la margen derecha;
- río Colorado, afluente brasileño por la margen derecha;
- río Sao Simao, afluente brasileño por la margen derecha;
- río Sao Miguel, afluente brasileño por la margen derecha;
- río Sao Domingo, afluente brasileño por la margen derecha;
- río Curiche Grande, afluente boliviano por la margen derecha y brasileño por la margen izquierda, que forma la frontera entre Bolivia y Brasil;
- río Blanco, afluente boliviano por la margen izquierda, que nace en la serranía de San Simón, con una longitud de 1087 km; 
  - Su principal afluente es el río San Martín, en el curso bajo, con una longitud de 550 km;
  - El río Negro, principal afluente del río San Martín;
  - y sus afluentes de este: río Guarayos, río San Simón y río San Joaquín;

- río Itonomas/San Miguel, afluente boliviano por la margen izquierda, con una longitud de 1493 km, y los afluentes de río Santa Bárbara, río Quizer y el río Machupo, casi en la misma desembocadura;
- río Cautario, afluente brasileño por la margen derecha.

### Islas
- Isla de la Sorpresa (A definir) (0,9 km²)
- Isla Grande (Bolivia)
- Isla del Cangrejo (Bolivia)
- Isla del Cortecito (Bolivia)
- Isla del Lago de Brasil (Brasil)
- Isla de Lusitania (Bolivia)
- Isla del Tablero (Bolivia)
- Isla de la Concepción (Bolivia)
- Isla de la Boca del río Machupo (Brasil)
- Isla Lamego (Bolivia)
- Isla del Puerto Francia (Brasil)
- Isla del Corralito (Brasil)
- Isla del Paraíso (Brasil)
- Isla Campo Verde (Brasil)
- Isla Nazaret (Brasil)
- Isla Monte Cristo (Bolivia)
- Isla da Sunta (Brasil)
- Isla del Curiche (Bolivia)
- Isla de la Tortuguita (Bolivia)
- Isla de la Bahía Derrumbada (Bolivia)
- Isla del Agujero de Cuero (Brasil)
- Isla Samauma (Brasil)
- Isla Massaranduba (Brasil)
- Isla de la Bahía de Belén (Brasil)
- Isla Pasa Hambre (Brasil)
- Isla de la Cachuelita (Bolivia)
- Isla de Cantarino (Brasil)
- Isla de Bacabalzinho (Bolivia)
- Isla de Limera (Bolivia)
- Isla Versalles Inferior (Bolivia)
- Isla Versalles Superior (Brasil)
- Isla Boca Brava (Brasil)
- Isla del Búfalo (Brasil)
- Isla del Palo de Aceite (Brasil)
- Isla Olla Rota (Bolivia)
- Isla de la Gracia de Dios (Brasil)
- Isla del Capibara (Brasil)
- Isla del Quince (Brasil)
- Isla Villa Nueva (Bolivia)
- Isla Santa Elena (Brasil)
- Isla San Francisco (Brasil)
- Isla Matrincha (Bolivia)
- Isla Mateguá (Brasil)
- Isla Antonio de Souza (Bolivia)
- Isla San José (Bolivia)
- Isla de Massaco (Brasil)
- Isla Dos Amigos (Bolivia)
- Isla de Puerto Paz (Bolivia)
- Islas Portelas (Bolivia)
- Isla Cumprida / Isla de la Independencia (A definir) (95 km²)
- Isla de las Tortugas (A definir) (0,48 km²)
- Isla de las Quince Casas (Bolivia)
- Isla de los Patos (Brasil)
- Isla de Pacuzal (Brasil)
- Isla de la Cruz (Bolivia)
- Isla de Corumbiara (Brasil)
- Isla Maquiné Pequeño (Bolivia)
- Isla Maquiné Grande Inferior (Brasil)
- Isla Maquiné Grande Superior (Bolivia)
- Isla Naranja (Bolivia)
- Isla Palestina (Bolivia)
- Isla de la Tranquilidad (Brasil)
- Isla Pascana Grande (Bolivia)
- Isla de la Plantación (Bolivia)
- Isla del Remanso (Bolivia)
- Isla Assair (Bolivia)
- Isla de la Boca (Bolivia)
- Isla de Playa Alta (Bolivia)
- Isla de Aguazú (Bolivia)
- Isla de las Cobras (Bolivia)
- Isla de la Gaviota (Bolivia)
- Isla San Agustino (Bolivia)
- Isla Tres de Julio (Bolivia)
- Isla Tacuaral Pequeña (Brasil)
- Isla Tacuaral Grande (A definir) (1,8 km²)
- Isla del Difunto (Brasil)
- Isla de la Linterna (Brasil)
- Isla de Santa Cruz (Brasil)